# Ilyushin Il-22 (1947)
Ilyushin Il-22 (in cirillico Ильюшин Ил-22) era un prototipo di bombardiere quadrimotore a getto ad ala dritta progettato dall'OKB 39 diretto da Sergej Vladimirovič Il'jušin e sviluppato in Unione Sovietica alla fine degli anni quaranta, era basato sul progetto tedesco Heinkel He 343. Non venne mai avviato alla produzione in serie.
Detiene il primato di essere stato il primo bombardiere a getto realizzato in Unione Sovietica.

## Storia

### Sviluppo
Nell'estate del 1946 il governo sovietico emise una specifica per la realizzazione di un bombardiere quadrimotore dotato di motori a getto. Stalin era interessato alla realizzazione di un nuovo mezzo aereo che gli potesse assicurare la superiorità in caso di aggressione nemica.
Il progetto era basato sul primo motore a getto realizzato nel 1945 dall'OKB 165 diretto da Archip Michajlovič Ljul'ka, costruito sull'esperienza acquisita sui motori turbogetto di costruzione tedesca, lo Junkers Jumo 004 ed il BMW 003, requisiti come preda di guerra durante le fasi finali della seconda guerra mondiale. data la disponibilità di questo nuovo motore vennero avviati dei progetti sia nell'OKB 39 che negli OKB 51 diretto da Pavel Osipovič Suchoj che nell'OKB 156 diretto da Andrej Nikolaevič Tupolev.
Il'jušin progettò un velivolo che riproduceva in una scala maggiorata l'impostazione del tedesco Arado Ar 234, posizionando però i motori in gondole singole staccate dalla struttura principale e collegati alla parte inferiore delle semiali tramite dei supporti, soluzione adottata per la prima volta ma che diverrà una consuetudine nei progetti mondiali dei bombardieri che si susseguirono negli anni successivi. I test rivelarono infatti che questo tipo di soluzione era strutturalmente idonea a sopportare il momento meccanico che si veniva a creare per la distanza tra i due elementi ed aveva delle innegabili qualità dal punto di vista aerodinamico.
Il prototipo venne portato in volo per la prima volta il 24 aprile 1947 e benché fosse considerato un modello sperimentale venne equipaggiato comunque di un armamento completo. I motori però erano ancora a livello sperimentale rivelandosi sottodimensionati per le esigenze di un simile velivolo e non avendo assicurazioni di uno sviluppo degli stessi in tempi brevi comportò il congelamento di tutto il progetto.

## Descrizione tecnica
l'Il-22 era un velivolo dall'impostazione classica se non fosse stato per l'adozione della motorizzazione a reazione; ala dritta, impennaggio monoderiva, carrello retrattile.
La fusoliera, così come l'intera struttura del velivolo, era interamente metallica e caratterizzata dalla sezione circolare e dalla parte anteriore completamente vetrata, dove trovava posto anche la cabina di pilotaggio. La stessa integrava inferiormente il vano bombe chiuso da paratie e che poteva ospitare normalmente un carico bellico di 2 000 kg aumentabili a 3 000 in casi eccezionali. Posteriormente terminava in un classico impennaggio cruciforme monoderiva che integrava una postazione di difesa basata su un cannone automatico Nudelman-Suranov NS-23 da 23 mm.
L'ala era dritta, montata media, di pianta trapezoidale e con le estremità alari arrotondate. questa integrava le gondole motore collegate alla parte inferiore da robusti montanti longitudinali. Il carrello d'atterraggio era un triciclo anteriore completamente retrattile nella parte inferiore della fusoliera. La propulsione era affidata a 4 turbogetto a compressore assiale Lyulka TR-1 capaci di fornire una spinta di 940 chilogrammi forza, equivalenti a 9,2 kN ciascuno. L'armamento era completato da un cannone Nudelman-Suranov NS-23 da 23 mm montato fisso in caccia sulla parte anteriore inferiore della fusoliera e da una torretta dorsale dotata di una coppia di Berezin B-20 da 20 mm.

## Varianti
Il-24
versione bombardiere tattico; prototipo realizzato al 65% al momento dell'interruzione dello sviluppo.

### Annotazioni
1. ↑  La denominazione del "costruttore" risulta scritta in modo diverso da quella del "progettista" poiché nel secondo caso la traslitterazione del cognome è effettuata secondo il sistema "ISO 9", impiegato come standard convenzionale nelle pagine di Wikipedia in lingua italiana.

### Fonti
1. 1 2  (EN) Dates of Maiden Flights by Aircraft Designed by "Ilyushin" Design Bureau, su Ilyushin. URL consultato l'11 febbraio 2009 (archiviato dall'url originale il 18 luglio 2011).
2. 1 2  Ил-22 su Уголок неба.URL consultato il 11-02-2009.
3. 1 2  (EN) Greg Goebel, The Ilyushin Il-28 "Beagle", su AirVectors, http://www.airvectors.net, 1º luglio 2007. URL consultato l'11 febbraio 2009.